# 尊尼·湯臣
尊尼·湯臣（Johnny Thomsen，1982年2月26日—），是一名丹麥中場足球員，現效力丹麥甲組聯賽球會桑德捷斯基。

## 國家隊生涯
尊尼·湯臣首場代表國家隊的賽事，乃於2010年8月11日主場對德國的友誼賽。